# Terry Norris
Terry Wayne Norris (Lubbock, 17 giugno 1967) è un ex pugile statunitense, soprannominato "The Terrible" (in italiano "Il terribile").
La International Boxing Hall of Fame lo ha riconosciuto fra i più grandi pugili di ogni tempo.

## Carriera
Afroamericano, esordì come professionista nel 1986 tra i pesi superwelter. Il 9 dicembre 1988, con un record di 18-2-0, si presenta alla sfida per il titolo americano della categoria contro Steve Little: Norris esce vincente con un KOT alla sesta ripresa. In seguito difende per il titolo per due volte, vincendo sempre ai punti, nel marzo e nel maggio 1989. Il 30 luglio dello stesso anno perde il titolo contro Julian Jackson che lo batte per KOT al secondo round. Solo pochi mesi più tardi, esattamente il 21 novembre, si riprende la cintura battendo Tony Montgomery con un verdetto unanime dopo 12 riprese.
Nell'incontro seguente, disputato il 31 marzo 1990, combatte per il titolo mondiale della categoria in versione WBC: Norris sconfigge l'ugandese John Mugabi alla prima ripresa, conquistando la cintura. Da questo momento Norris si afferma stabilmente nella storia dei superwelter difendendo il titolo per dieci volte consecutive, tra il luglio 1990 e il settembre 1993. Perderà il titolo il 18 dicembre 1993, sconfitto dal giamaicano Simon Brown in quattro riprese. Nella rivincita con Brown, tenutasi il 7 maggio 1994, Norris lo sconfigge riconquistando così il titolo.
Il 12 novembre dello stesso anno Norris affronta il dominicano Luis Santana per la difesa del titolo, ma perde l'incontro venendo squalificato alla quinta ripresa per aver colpito l'avversario alla nuca. Anche nel secondo match tra i due, combattuto l'8 aprile 1995, Norris viene squalificato: stavolta alla terza ripresa, per aver continuato a colpire dopo il suono della campana. Il terzo e decisivo incontro si tiene a Las Vegas mesi più tardi, precisamente sabato 19 agosto: Norris riesce finalmente a sconfiggere Santana, mandandolo KO alla seconda ripresa e riprendendo quindi il titolo WBC. Esattamente 17 settimane dopo, il 16 dicembre, vince anche il titolo IBF battendo ai punti in 12 riprese Paul Vaden.
In seguito Norris difende i due titoli in sei occasioni, finché il 6 dicembre 1997 viene battuto da Keith Mullings. Il 25 settembre 1998 tenta l'assalto al titolo IBA ma viene battuto da Dana Rosenblatt ai punti con decisione unanime. Il 30 novembre subisce la terza sconfitta di fila, sempre in un incontro per il titolo, andando KO alla nona ripresa contro il francese Laurent Boudaouani. Al termine di questo incontro, Norris decide di ritirarsi all'età di soli 31 anni.